# رومل پاچکو
رومل پاچکو (به اسپانیایی: Rommel Pacheco) شیرجه‌زن زادهٔ ۱۲ ژوئیهٔ ۱۹۸۶ میلادی اهل کشور مکزیک است. او در بازی‌های پان‌امریکن سال ۲۰۰۳ مدال طلای سکوی ۱۰ متر را از آنِ خود کرد.